# فانتین گرین (ایلینوی)
فانتین گرین (به انگلیسی: Fountain Green) یک منطقهٔ مسکونی در ایالات متحده آمریکا است که در ایلینوی واقع شده‌است.